# Lieja-Bastogne-Lieja 1990
La Lieja-Bastogne-Lieja 1990 fou la 76a edició de la clàssica ciclista Lieja-Bastogne-Lieja. La cursa es va disputar el diumenge 15 d'abril de 1990, sobre un recorregut de 256 km, i era la quarta prova de la Copa del Món de ciclisme de 1990.
El vencedor final fou el belga Eric van Lancker (Panasonic-Sportlife), que s'imposà en solitari a la meta de Lieja.

## Classificació general
|    | Ciclista                   | Equip                    | Temps      |
| -- | -------------------------- | ------------------------ | ---------- |
| 1  | Eric van Lancker (BEL)     | Panasonic-Sportlife      | 7h 23' 40" |
| 2  | Jean-Claude Leclercq (FRA) | Helvetia-Fichtel & Sachs | + 34"      |
| 3  | Steven Rooks (NED)         | Panasonic-Sportlife      | + 34"      |
| 4  | Rudy Dhaenens (BEL)        | PDM-Concorde             | + 1' 16"   |
| 5  | Luc Roosen (BEL)           | Histor-Sigma             | + 1' 16"   |
| 6  | Moreno Argentin (ITA)      | Ariostea                 | + 1' 20"   |
| 7  | Gianni Bugno (ITA)         | Chateau d'Ax             | + 1' 20"   |
| 8  | Gert-Jan Theunisse (NED)   | Panasonic-Sportlife      | + 1' 20"   |
| 9  | Martin Earley (IRL)        | PDM-Concorde             | + 1' 20"   |
| 10 | Atle Kvålsvoll (NOR)       | Z                        | + 1' 20"   |